# Rubens Pinto Garcia
Rubens Pinto Garcia (Paraguaçu, 15 de junho de 1924 - ?, 14 de maio de 1989) foi um empresário e político brasileiro do estado de Minas Gerais.
Rubens Garcia foi vereador em Machado e deputado estadual constituinte de Minas Gerais na 11ª legislatura (1987-1989), pelo PTB.